# A las cinco en el Astoria
A las cinco en el Astoria è un album in studio del gruppo musicale spagnolo La Oreja de Van Gogh, pubblicato nel 2008.

## Tracce
1. El último vals - 3:25
2. Inmortal - 4:06
3. Jueves - 3:59
4. Más - 4:08
5. Cumplir un año menos - 3:34
6. Europa VII - 3:58
7. La visita - 3:25
8. Sola - 3:41
9. Palabras para Paula - 4:17
10. Flores en la orilla - 3:09
11. Un cuento sobre el agua - 3:44
12. La primera versión + Veinte penas - 10:06